# Francisco de Montejo "El Adelantado"
Francisco de Montejo (Salamanca, 1479-Salamanca, 1553) fue un militar y explorador español que en su calidad de adelantado del imperio español y en compañía de su hijo y de su sobrino, los tres del mismo nombre, conquistó la península de Yucatán en el siglo XVI, entonces dominio de los pueblos mayas en el sureste del actual México.

## Entorno familiar
Sus padres fueron Juan de Montejo y Catalina Álvarez de Tejeda; en su juventud procreó un hijo con Ana de León; nacido en diciembre de 1508 en Sevilla, llevó el mismo nombre de su padre y fue considerado hijo legítimo. Ambos participaron en la conquista de Yucatán y para distinguirlos fueron apodados el Adelantado y el Mozo, respectivamente. En España, en un viaje al que le envió Hernán Cortés, Montejo contrajo nupcias con Beatriz de Herrera; la pareja tuvo una hija, Catalina de Montejo y Herrera, quien se casó con Alonso de Maldonado, presidente de la Real Audiencia de los Confines de Guatemala y Nicaragua (1543-1548) y presidente de la Real Audiencia de Santo Domingo (1556-1558) en la isla La Española; además, tuvo otro hijo llamado Juan Montejo y a Diego, este último mestizo, hijo ilegítimo nacido de una indígena.

## Carrera militar
En 1514, embarcó rumbo a Las Indias, llegando a Santo Domingo en la isla La Española, después se trasladó a la isla Fernandina (Cuba) y participó en 1518 en la expedición de Juan de Grijalva; como era rico, puso uno de los navíos y muchos bastimentos, por lo que era socio y capitán.
En el viaje recorrieron una ruta semejante a la de Francisco Hernández de Córdoba, pero la corriente los llevó a descubrir la isla de Cozumel. Bordearon la costa de la península de Yucatán y durante la expedición tuvieron enfrentamientos con los mayas de Chakán Putum dirigidos por el halach uinik Moch Couoh. Cinco soldados bajo su cargo resultaron heridos, pero logró avanzar hasta alcanzar tierras veracruzanas, desde donde regresó a Cuba en la embarcación al mando de Pedro de Alvarado. Dadas las circunstancias adversas, se negó, junto con el capitán Alonso de Ávila, a dejar soldados para que comenzaran a establecer posiciones en los territorios recién descubiertos.
Al año siguiente acompañó a Hernán Cortés en su expedición. Siguieron la misma ruta de Juan de Grijalva y fundaron la Villa Rica de la Vera Cruz, hoy conocido como el Puerto de Veracruz, punto de partida para la conquista de México. El 22 de abril de 1519 fue nombrado alcalde y regidor junto con Alonso Hernández Portocarrero, cargo que ejercieron brevemente.
Francisco de Montejo se distinguió por su diplomacia, lo que le valió ser enviado por Cortés a España para que informara a la Corte Real de los resultados de la expedición. Junto con Portocarrero y el piloto Antón de Alaminos se embarcaron el 26 de julio de 1519 con la primera carta de relación y el Quinto Real a fin de hacer valer los intereses de Cortés ante Carlos I.
El 8 de diciembre de 1526, Carlos I lo autorizó a emprender la conquista de Yucatán con los títulos de adelantado, gobernador y capitán general, los mismos que heredó su hijo Francisco de Montejo el Mozo. En 1527 partió de Sanlúcar de Barrameda hacia tierras americanas. Debido a la amenaza de los corsarios franceses, la hueste de Montejo tuvo que viajar en convoy con otras naves. Una de ellas era la del mercader Juan de Lerma, que posteriormente prestaría gran ayuda a Montejo.

## Pacificación de Tabasco

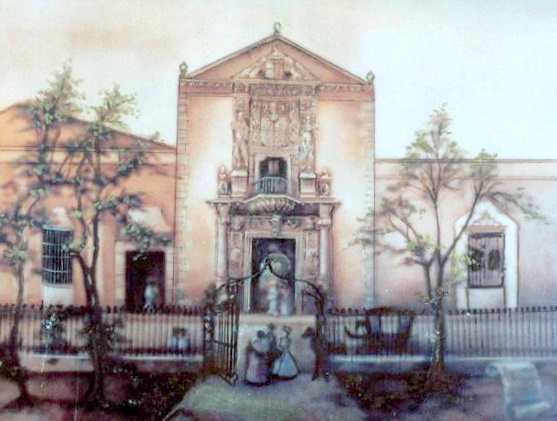
Casa que fue de los tres Francisco Montejo (el padre, el hijo y el sobrino) hacia 1548. Ubicada en la Plaza Grande de Mérida, Yucatán. Litografía del.

El adelantado Francisco de Montejo llegó a Santa María de la Victoria, capital de la provincia de Tabasco en donde estableció su "Real", en 1528 con el título de Alcalde Mayor de Tabasco teniendo como misión la de pacificarla y poblarla y conquistar Yucatán.
A su llegada, Montejo se encontró a una provincia prácticamente fuera del control de las autoridades españolas y donde los indígenas se habían sublevado. Los pocos españoles vivían acuartelados en la villa de Santa María de la Victoria, por lo que Montejo inició una intensa campaña de reconquista del territorio. De 1528 a 1530 batalló en tierras tabasqueñas hasta que por fin, con la ayuda de Juan de Lerma, pudo lograr la reconquista parcial de la provincia. Sus acciones se vieron interrumpidas debido a que la Primera Audiencia, lo releva del cargo de Alcalde Mayor.
En 1535, la Segunda Audiencia lo restablece en el puesto, ya que los indígenas de la provincia se habían alzado de nuevo. Debido a la inestabilidad que existía en Tabasco y Yucatán producto de lo pugnaz de los naturales de la región, Montejo viaja a España para solicitar ayuda logrando que la reina Juana I le expida una Real Cédula que le otorgaba la Gobernación  de Yucatán, Cozumel y Tabasco, región comprendida desde el río Cupilco en Tabasco hasta el Ulúa en Hibueras (Honduras).
Montejo logró con dificultad pacificar parcialmente Tabasco después de muchos esfuerzos y sufriendo graves penalidades hasta 1537. Una vez lograda la pacificación parcial, centró sus esfuerzos en la conquista de Yucatán.
En 1539, Montejo consiguió para su hijo el nombramiento de Alcalde Mayor y Gobernador de Tabasco y lo envió a Santa María de la Victoria para asumir el cargo y continuar con la campaña militar para pacificar por completo la provincia. Aunque la pacificación total de Tabasco, no se lograría hasta 1560, tras derrotar a los aguerridos cimatecos, quienes fueron los últimos en rendirse a los españoles en esa provincia. Para entonces, Montejo, que se preciaba de ser el gran conquistador de Tabasco, hacía ya varios años que había fallecido.

## La conquista de Yucatán
Fueron necesarias tres campañas y 20 años para conquistar la península de Yucatán. Junto con el capitán Alonso Dávila realizó la primera campaña por el oriente de la península de Yucatán, posteriormente estableció una guarnición en las cercanías de Chichén Itzá; dividió sus fuerzas militares ordenando a Dávila realizar campañas en Bacalar y Chetumal, los mayas se percataron de ello y obligaron a Montejo a movilizar a sus hombres a Campeche. "El adelantado" solicitó apoyo a la Corona española, siendo la respuesta a su petición favorable, la reina Juana I de Castilla emitió una Real Cédula otorgándole la gubernatura del territorio comprendido desde el río Copilco en Tabasco hasta el río Ulúa en Hibueras. Montejo se trasladó a Centroamérica para realizar campañas militares en contra de los lencas, pero Pedro de Alvarado había sido enviado con el mismo propósito por el virrey Antonio de Mendoza y Pacheco. Debido al conflicto de intereses, se realizó una permuta del territorio de Chiapas que pertenecía a Alvarado por el territorio de Hibueras; ante esta perspectiva Montejo se trasladó a Ciudad Real de Chiapa.

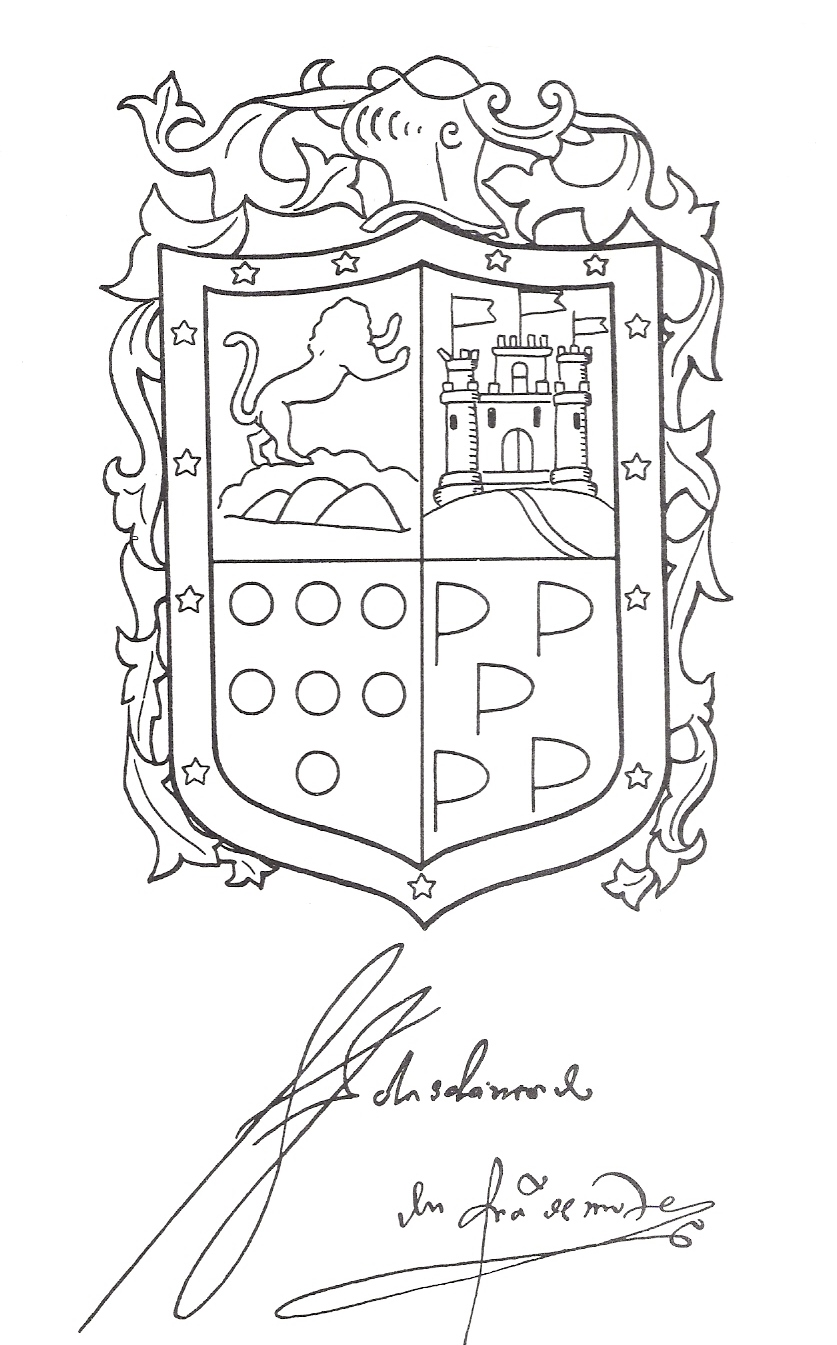
Escudo de armas de Francisco de Montejo, Adelantado de Yucatán.

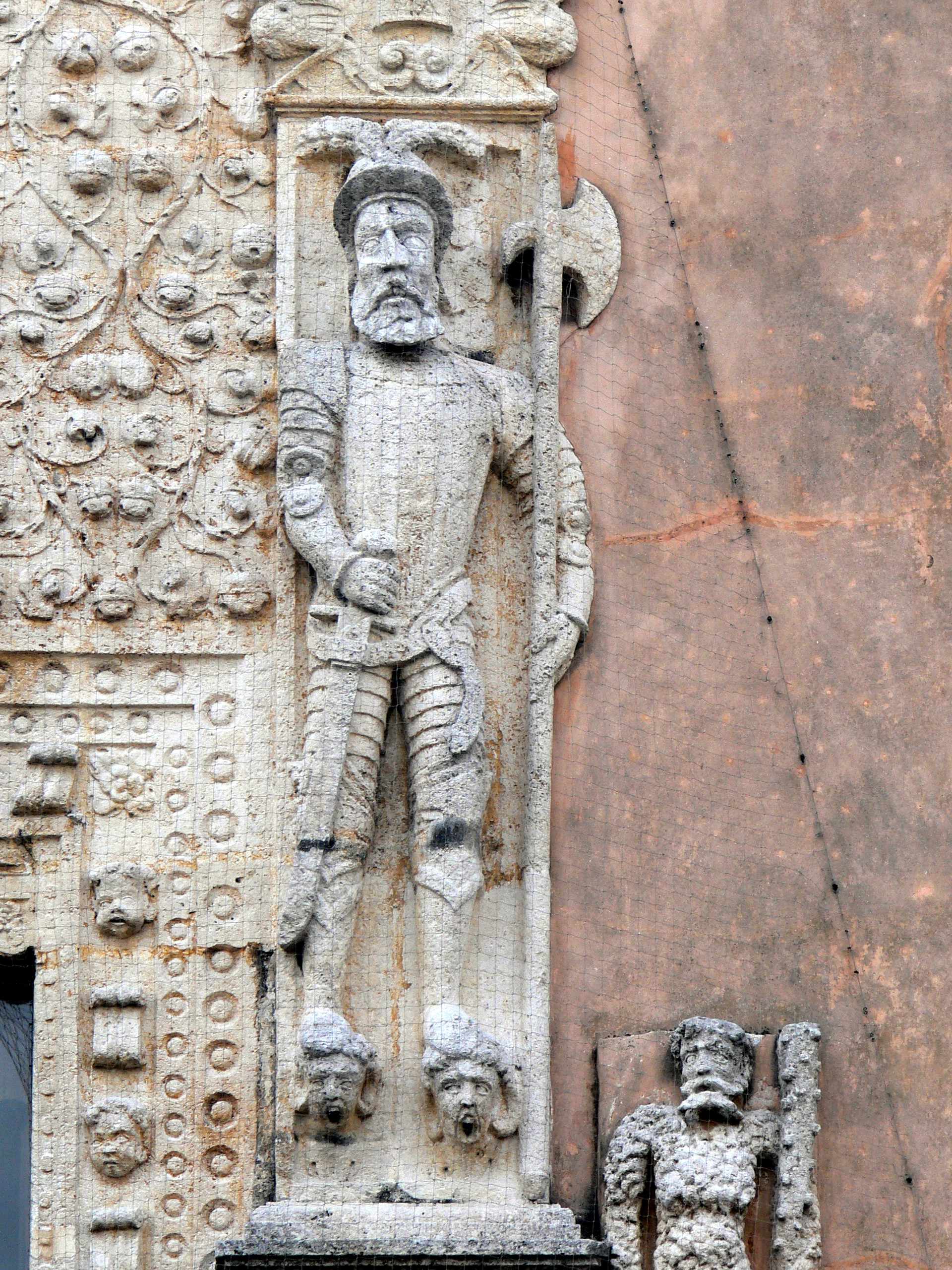
Detalle arquitectónico representativo de los conquistadores en la fachada de la casa que fue de los Montejo, en Mérida, Yucatán.

Sin embargo Pedro de Alvarado murió en la Guerra del Mixtón en 1541, al quedar vacante la gubernatura de Hibueras, la Real Audiencia de los Confines solicitó a Montejo ejercer nuevamente el cargo. No obstante, tuvo que dejar el nombramiento y las gubernaturas de Hibueras y Chiapas presentando sus respectivos juicios de residencia.
Designó a su hijo Francisco de Montejo el mozo el título de alcalde mayor y gobernador de Tabasco y lo envió para terminar de pacificar el territorio de Santa María de la Victoria en el actual estado mexicano de Tabasco; después lo nombró teniente general de Yucatán para llevar a cabo la tercera campaña militar de la conquista de Yucatán, su hijo fundó las ciudades de San Francisco de Campeche en 1540 y Mérida, Yucatán en 1542. Su sobrino, igualmente llamado Francisco de Montejo, fundó la villa de Valladolid en 1543.
En 1546 con una avanzada edad, se reunió en San Francisco de Campeche con su hijo y su sobrino, el objetivo de la conquista de la península de Yucatán se había logrado, pero los mayas nuevamente se sublevaron y fue hasta 1547 cuando "el mozo" y "el sobrino" pudieron sofocar los levantamientos en gran parte del territorio. La pacificación de los mayas por cuanto a la guerra de conquista que había sido emprendida por los Montejo, no ocurrió, sin embargo, sino hasta 1697, 150 años después, cuando el último reducto de los itzaes ubicado en la población de Tayasal en el Petén guatemalteco fue conquistado por la fuerza de las armas por los españoles al mando de Martín de Urzúa y Arizmendi.
Francisco de Montejo ejerció su nombramiento de adelantado, gobernador y capitán general de Yucatán a partir de 1546, pero en 1550 fue acusado por irregularidades en su administración, especialmente de cometer abusos en contra de los indígenas mayas. Debido a estas acusaciones fue destituido y requerido para presentar su defensa ante el Consejo de Indias, sin embargo el proceso quedó inconcluso debido a que "el Adelantado" murió en su natal Salamanca, el 8 de septiembre de 1553, muy lejos de todas las otras Salamancas con que su afán de conquistador y colonizador fue salpicando las costas de Yucatán y los ríos de Tabasco.

## Testamento
Jorge Rubio Mañé, autor del prólogo a la segunda edición, corregida, de la traducción al español de la Conquista y Colonización de Yucatán, del mayista Robert S. Chamberlain, dice: 

"Entre los hallazgos felices del doctor Chamberlain en los archivos españoles (se debe) mencionar el testamento del Adelantado Francisco de Montejo, hecho pocos días antes de su muerte en Salamanca, su misma ciudad natal, el "día de Nuestra Señora", septiembre de 1553, ya muy anciano. Dicho testamento fue firmado en Valladolid, el 16 de agosto de ese año, ante la fe notarial de Francisco Cerón. Lo halló en el Archivo Histórico Provincial de Valladolid, en los protocolos del referido escribano, tomo II, legajo 128".

## Biografía
Bernal Díaz del Castillo dijo de él:

El Adelantado Francisco de Montejo fué de mediana estatura, el rostro alegre, y amigo de regocijos é buen jinete; é cuando acá pasó seria de edad de treinta y cinco años, y era más dado á negocios que para la guerra; era franco y gastaba más de lo que tenia de renta
Verdadera historia de los sucesos de la conquista de la Nueva-España, edición de 1863, tomo 2, página 357